# Illa de Santa Maria

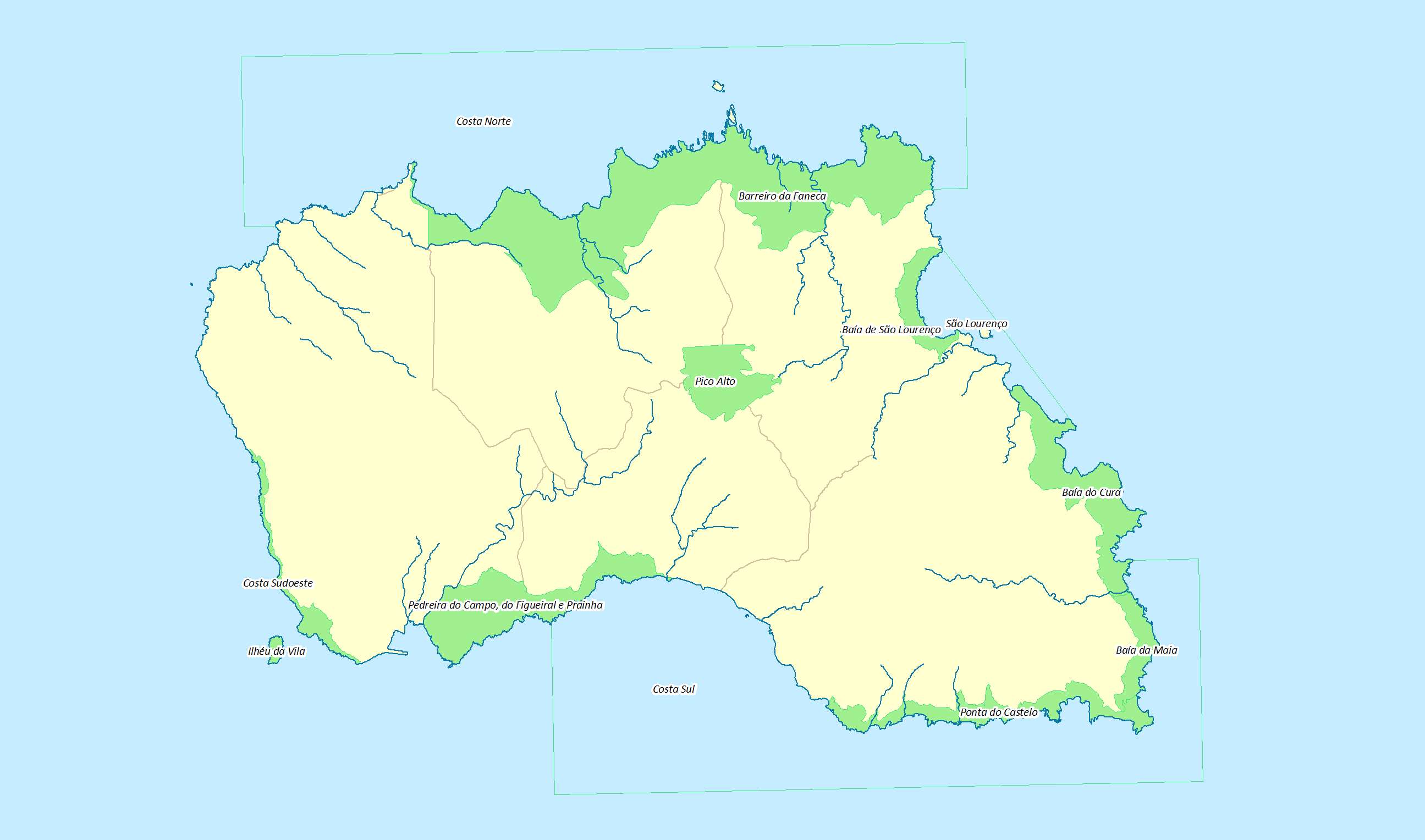
Santa SMaria

L'illa de Santa Maria va ser la primera illa oficialment descoberta de l'arxipèlag de les Açores. També va ser la primera a ser poblada. Va ser descoberta per Diogo de Silves en un viatge de retorn des de Madeira l'any 1427. L'illa té una superfície de 97,5 km² i una població de 6.500 habitants.
La capital de l'illa, Vila do Porto és la més antiga de les viles de les Açores i encara es poden trobar vestigis de cases antigues, que suposadament van pertànyer al seu primer capità, amb finestres del segle xv.
Santa Maria, és l'única de les illes de l'arxipèlag amb grans proporcions de terres sedimentàries on es poden trobar fòssils marins.